# Werner Wiesner (Fußballspieler)
Werner Wiesner (* 21. November 1928) ist ein ehemaliger deutscher Fußballspieler. In den 1950er-Jahren bestritt er in Senftenberg Erstligafußball. 

## Sportliche Laufbahn
Im Sommer 1949 rief der ostdeutsche Sportausschuß die „Fußball-Liga“ (DS-Liga) als neue oberste Fußball-Spielklasse der Sowjetischen Besatzungszone ins Leben. Unter den vierzehn qualifizierten Mannschaften gehörte auch die Betriebssportgemeinschaft (BSG) „Franz Mehring“ aus dem Senftenberger Ortsteil Marga. Unter ihrem Spielerkader befand sich auch der 20-jährige Werner Wiesner. Er zählte zunächst nicht zur Stammelf und kam erst zum Saisonende zu zwei Einsätzen, als mit Hermann Fischer und Karl Schwandt zwei Stammkräfte ausfielen. Wiesner wurde in beiden Spielen als Linksaußenstürmer aufgeboten und erzielte bereits bei seinem Debütspiel sein erstes Tor. Zur Saison 1950/51 wurde die DS-Liga in DDR-Oberliga umbenannt und die BSG Marga trat nun als BSG Aktivist Brieske-Ost an (Brieske, ebenfalls ein Senftenberger Ortsteil). Aus sportpolitischen Gründen wurde die Oberliga auf achtzehn Mannschaften aufgestockt, sodass 34 Punktspiele ausgetragen werden mussten. Werner Wiesner wurde nun von Anfang an eingesetzt und bestritt 31 Spiele. Dabei wurde er jeweils auf wechselnden Positionen eingesetzt und kam diesmal nicht zum Torerfolg. 1951/52 bestand das Oberligafeld aus 19 Teams, die jeweils 36 Spiele auszutragen hatten. Nur drei Spieler der BSG Aktivist schafften es, alle Punktspiele zu bestreiten, unter ihnen war auch Werner Wiesner. Er wurde nun hauptsächlich als Stürmer eingesetzt und kam so zu sechs Oberligatoren. Zur Saison 1952/53 wurde Werner Wiesner wieder als Spieler von Brieske-Ost gemeldet, wurde aber aus unbekannten Gründen in keinem Oberligaspiel eingesetzt. Nachdem er am Ende der Spielzeit 1953/54 noch einmal in drei Oberligaspielen eingesetzt wurde – nur einmal über 90 Minuten –, beendete Werner Wiesner seine Laufbahn als Fußballer im Leistungsbereich.